# Вела Учка
Вела Учка је насељено место у саставу града Опатије у Приморско-горанској жупанији, Република Хрватска.

## Историја
До територијалне реорганизације у Хрватској насеље се налазило у саставу старе општине Опатија.

## Становништво
На попису становништва 2011. године, Вела Учка је имала 40 становника.
| година пописа  | 1857 | 1869 | 1880 | 1890 | 1900 | 1910 | 1921 | 1931 | 1948 | 1953 | 1961 | 1971 | 1981 | 1991 | 2001 | 2011 |
| бр. становника | 0    | 132  | 108  | 109  | 117  | 137  | 208  | 163  | 106  | 98   | 106  | 62   | 46   | 35   | 30   | 40   |

Напомена':У 1857. подаци сзу садржани у насељу Мошћеничка Драга. U 1869., 1921. i 1931. садржи податке за насеље Мала Учка.